# Műugrás a 2014-es nemzetközösségi játékokon
A XX. nemzetközösségi játékokon a műugrás versenyeinek – a Glasgow-tól 43 kilométerre fekvő – Edinburghban, a Royal Commonwealth Pool adott otthont július 30. és augusztus 22. között, az 1970-es és az 1986-os játékok után harmadszor.
A játékokon 5-5 versenyszámot rendeztek – férfiaknál és nőknél egyaránt –, 1 és 3 méteren, 3 méter szinkronban, toronyban és szinkrontoronyban.

## A versenyszámok időrendje
A műugró versenyek hivatalosan 4 versenynapból állnak. A verseny eseményei helyi idő szerint (GMT +01:00):
| 2014. július 30., szerda          | 2014. július 31., csütörtök  | 2014. augusztus 1., péntek          | 2014. augusztus 2., szombat    |
| --------------------------------- | ---------------------------- | ----------------------------------- | ------------------------------ |
| 10:05 Férfi 1 m (selejtező)       | 10:05 Férfi 3 m (selejtező)  | 10:05 Női 1 m (selejtező)           | 10:05 Női 3 m (selejtező)      |
| 11:40 Női torony szinkron (döntő) | 12:06 Női torony (selejtező) | 11:24 Férfi 3 m szinkron (döntő)    | 11:38 Férfi torony (selejtező) |
| 18:05 Férfi 1 m (döntő)           | 18:05 Férfi 3 m (döntő)      | 18:05 Női 1 m (döntő)               | 18:05 Női 3 m (döntő)          |
| 19:31 Női 3 m szinkron (döntő)    | 19:41 Női torony (döntő)     | 19:19 Férfi torony szinkron (döntő) | 19:30 Férfi torony (döntő)     |

## A versenyen részt vevő tagállam
A versenyen a Nemzetközösség 9 tagállamának 54 sportolója – 25 férfi és 29 nő – vett részt, az alábbi megbontásban:
| Részt vevő tagállamok férfi / nő megbontásban | Részt vevő tagállamok férfi / nő megbontásban | Részt vevő tagállamok férfi / nő megbontásban | Részt vevő tagállamok férfi / nő megbontásban | Részt vevő tagállamok férfi / nő megbontásban | Részt vevő tagállamok férfi / nő megbontásban | Részt vevő tagállamok férfi / nő megbontásban | Részt vevő tagállamok férfi / nő megbontásban | Részt vevő tagállamok férfi / nő megbontásban |
| --------------------------------------------- | --------------------------------------------- | --------------------------------------------- | --------------------------------------------- | --------------------------------------------- | --------------------------------------------- | --------------------------------------------- | --------------------------------------------- | --------------------------------------------- |
| tagállam                                      | F                                             | N                                             | tagállam                                      | F                                             | N                                             | tagállam                                      | F                                             | N                                             |
| Anglia                                        | 8                                             | 6                                             | Jamaica                                       | 1                                             | 0                                             | Skócia                                        | 1                                             | 1                                             |
| Ausztrália                                    | 3                                             | 8                                             | Kanada                                        | 5                                             | 6                                             | Tonga                                         | 0                                             | 1                                             |
| India                                         | 2                                             | 0                                             | Malajzia                                      | 3                                             | 7                                             | Új-Zéland                                     | 2                                             | 0                                             |

F = férfi, N = nő

## Eredmények

### Éremtáblázat
| #        | tagállam         | arany | ezüst | bronz | összesen |
| 1        | Anglia (ENG)     | 4     | 3     | 3     | 10       |
| 2        | Kanada (CAN)     | 3     | 2     | 2     | 7        |
| 3        | Ausztrália (AUS) | 2     | 3     | 3     | 8        |
| 4        | Malajzia (MAS)   | 1     | 2     | 1     | 4        |
| összesen | összesen         | 10    | 10    | 9     | 29       |

### Éremszerzők
| versenyszám   | arany                              | ezüst                       | bronz                                      |
| férfiak       |                                    |                             |                                            |
| 1 m           | Jack Laugher                       | Matthew Mitcham             | Grant Nel                                  |
| 3 m           | Ooi Tze Liang                      | Jack Laugher                | Oliver Dingley                             |
| 3 m szinkron  | Jack Laugher / Chris Mears         | Matthew Mitcham / Grant Nel | Nicholas Robinson-Baker / Freddie Woodward |
| 10 m          | Tom Daley                          | Ooi Tze Liang               | Vincent Riendeau                           |
| 10 m szinkron | Matthew Mitcham / Domonic Bedggood | Tom Daley / James Denny     | nem adták ki                               |
| nők           |                                    |                             |                                            |
| 1 m           | Jennifer Abel                      | Maddison Keeney             | Esther Qin                                 |
| 3 m           | Esther Qin                         | Jennifer Abel               | Hannah Starling                            |
| 3 m szinkron  | Alicia Blagg / Rebecca Gallantree  | Jennifer Abel / Pamela Ware | Maddison Keeney / Anabelle Smith           |
| 10 m          | Meaghan Benfeito                   | Pandelela Rinong            | Roseline Filion                            |
| 10 m szinkron | Meaghan Benfeito / Roseline Filion | Sarah Barrow / Tonia Couch  | Pandelela Rinong / Nur Dhabitah Sabri      |